# 新华路 (天津)
新华路是中国天津市和平区的一条街道，修筑于1919年，原来跨天津英租界、天津法租界和天津日租界3个租界。新华路西到多伦道，南到马场道，长2746米。目前，新华路地区是天津市历史风貌建筑的聚集地之一，大量的名人故居坐落于此。

## 历史
新华路原来跨天津英租界、天津法租界和天津日租界3个租界。天津英租界部分分为两段，墙子河（今南京路）以南到马厂道（Race Course Road）（今马场道），这一段原名为牛津道（Oxford Road），墙子河以北到宝士徒道（Bristow Road）(今营口道），这一段原名为红墙道（Recreation Road）（17号路）。天津法租界部分从圣路易路（Rue Saint Louis）（今营口道）到天津日租界的秋山街（今锦州道），原名樊主教路（Rue Favier）。天津日租界部分从秋山街（今锦州道）到福岛街（今多伦道），原名荣街。其中，牛津道建于1919年。1943年，日本占领天津后，牛津道改称为“兴亚二区40号路”。1946年，天津市政府光复后，牛津道改称林森路。1949年，中华人民共和国成立后，牛津道改称新华路至今。

## 沿街著名建筑
新华路现存比较著名的建筑有：
- 天津市文物保护单位：元隆孙旧宅，新华路120号
- 天津市历史风貌建筑：梁炎卿旧居，新华路201号
- 天津市历史风貌建筑：那桐旧居，新华路176号[3]
- 英国体育场（今新华路体育场）
- 徐世昌故居，新华路255号

## 交汇道路
目前，与新华路相交汇的主要道路有：
- 九龙路

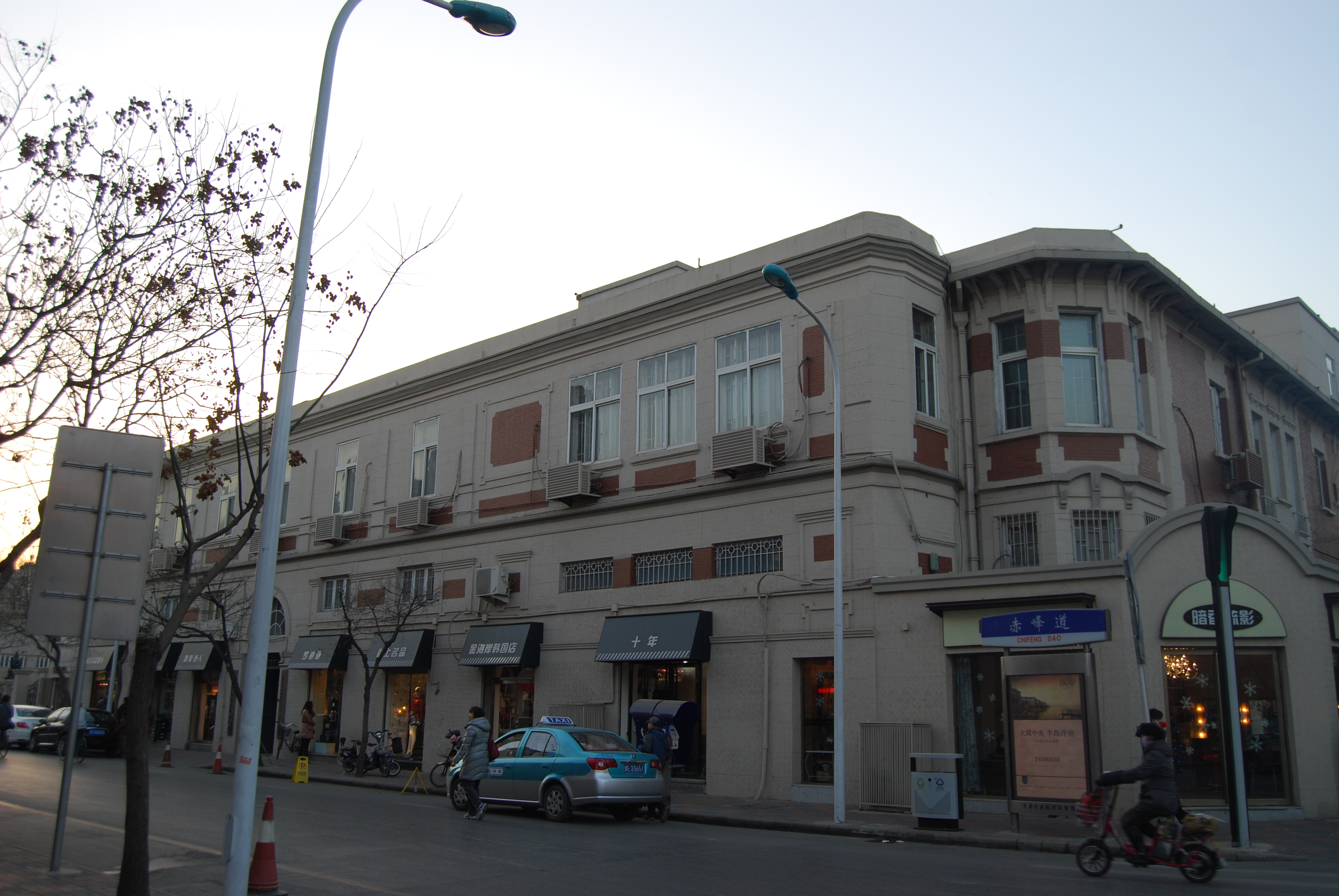
新华路和赤峰道交口的范竹斋旧居

- 马场道 原马厂道（Race Course Road）
- 睦南道 原香港道（Hong Kong Road）
- 大理道 原新加坡道（Singapore Road）
- 重庆道 原剑桥道（Cambridge Road）
- 郑州道 原都柏林道（Dublin Road）
- 洛阳道 原达克拉道（Douglas Road）
- 成都道 原伦敦道（London Road）
- 南京路 原围墙道（Elgin Road）、原小河道（Creek Road）
- 泰安道 原咪哆士道（Meadours Road）
- 烟台道 原博罗斯道（Bruce Road）
- 保定道 原巴克斯道（Parkes Road）
- 唐山道 原广东道（Canton Road）
- 营口道 原宝士徒道（Bristow Road）、原圣路易路（Rue Saint Louis）
- 丹东路 原苏莫河路（Rue de la Somme）
- 承德道 原佩丹路（Rue Pétain）
- 赤峰道 原丰领事路（Rue Fontanier）
- 哈尔滨道 原贝拉扣路（Rue de Pélacot）
- 滨江道 原福煦将军路（Rue du Maréchal Foch）
- 长春道 原窦总领事路（Rue G.Deveria）
- 锦州道 原秋山街
- 沈阳道 原蓬莱街
- 哈密道 原松岛街
- 四平东道 原浪速街
- 鞍山道 原宫岛街
- 佳木斯道 原吾妻街
- 多伦道 原福岛街